# 2009 au Daghestan
Cet article présente les faits marquants de l'année 2009 au Daghestan, en Russie.

## Évènements

### Mai
- Lundi 25 mai 2009 : un haut responsable religieux musulman, Amed Tagaïev, est tué par balles par un inconnu qui a tiré plusieurs fois sur lui avant de s'enfuir.

### Juin
- Vendredi 5 juin 2009 : le ministre de l'Intérieur Adilguereï Magomedtaguirov est tué à l'arme automatique dans la capitale alors qu'il assistait à un mariage.

### Juillet
- Mercredi 1er juillet 2009 : des tirs de feu contre le siège de la police à Derbent (sud-est) font un sergent tué et deux autres policiers blessés, puis une voiture piégée en explosant blesse trois autres policiers. Cette double attaque est revendiquée par le Front daguestanais de l’Émirat du Caucase.
- Jeudi 2 juillet 2009 : un engin explosif contre une voiture de police a fait trois blessés.
- Mardi 7 juillet 2009 : un policier a été tué et un autre blessé au cours d'une attaque.
- Lundi 13 juillet 2009 : deux soldats russes ont été tués et 5 autres blessés lorsque leurs véhicules ont été pris en embuscade par des combattants rebelles, dans le district de Bouïnaksk (au sud-est de Makhatchkala).